# Nyitrai rezolúció
Nyitrai rezolúció egy a fiatal nyitrai magyar értelmiség által szerkesztett nyilatkozat volt az 1968. március 22-i nyitrai ifjúsági találkozóról, amelyen a szlovák diákok kérdései mellett elhangzottak a nyitrai magyar diákok kérdésfelvetései is a párt képviselőihez, melyek a csehszlovákiai magyarság jogi helyzetét és egyéb állapotát is érintették. A találkozón a magyar kérdésfelvetésekre nacionalista hangulatkeltés és soviniszta hozzáállás volt a válasz a szlovák hallgatóság többségétől. A nyilatkozat tartalmazta a magyar diákság által feltett kérdéseket és az állásfoglalásukat, illetve a botrányos találkozó részletes lefolyását.
A nyitrai Juhász Gyula Ifjúsági Klub (1965) nevében Kardos István, Teleki Tibor, Motesíky Árpád, Szaniszló Ferenc, Csirke József és Szajkó Béla írta alá. Egyetlen magyar lap volt hajlandó leközölni az Új Ifjúság, amelynek főszerkesztője Szőke József vállalta a felelősséget.
A járási pártvezetők ezután szerveztek egy találkozót, amelyen a nyilatkozat visszavonásáról győzködték az aláírókat. Egyöntetű nemmel válaszoltak, aminek az lett a következménye, hogy a párt képviselőit elmozdították helyükről. A normalizáció időszakában a szervezőket és résztvevőket természetesen retorziók érték. Az aláíró pedagógusokat eltanácsolták a pályától. Egyedül Onódi János hunyt el 1972-ben.